# روبي نيومان
روبي نيومان (7 مارس 1997 في المملكة المتحدة - ) (بالإنجليزية: Robbie Newman)‏ هو لاعب كريكت بريطاني. لعب مع Devon County Cricket Club ‏.

## وصلات خارجية
- روبي نيومان على موقع إي آس بي آن كريك إنفو (الإنجليزية)